# Rkia Derham

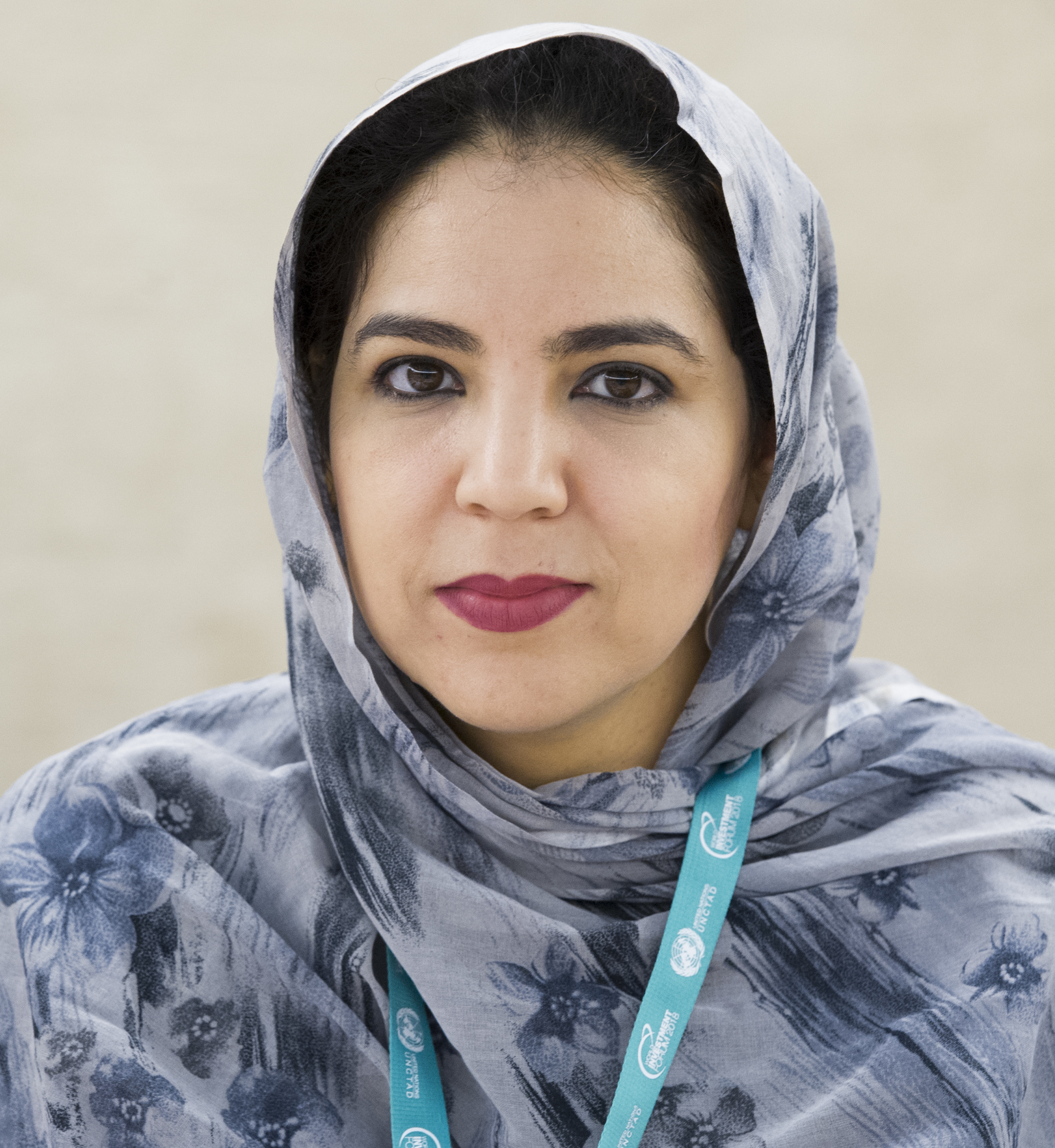

Rkia Derham (sinh năm 1978) là một chính trị gia Ma-rốc, làm Bộ trưởng Bộ Ngoại thương kể từ tháng 4 năm 2017.

## Tiểu sử
Derham sinh năm 1978 tại Las Palmas, Tây Ban Nha, mặc dù giấy khai sinh của cô được đăng ký năm 1979 tại Laayoune. Cô là thành viên của một gia đình người Sahrawi. Cha của cô, Mohammed Fadhul al-Durham, đã chiến đấu trong Quân đội Giải phóng Ma-rốc chống lại người Tây Ban Nha, và chú của cô Si Ahmed al-Durham là một trong những người đầu tiên tham gia bầu cử ở các tỉnh phía Nam sau khi giành độc lập.
Derham học trung học ở Rabat và tốt nghiệp Học viện nghiên cứu sau đại học ở Ma-rốc. Cô đang học thạc sĩ quản lý kinh doanh tại Vương quốc Anh.

## Công việc
Derham là thành viên của Liên minh các lực lượng xã hội chủ nghĩa. Cô đã vận động nhưng không thành công trong cuộc bầu cử năm 2007 cho một khu vực bầu cử ở Rabat. Năm 2011, cô được bầu vào Hạ viện. Sau đó, được bổ nhiệm làm phó chủ tịch ủy ban đối ngoại.
Vào ngày 5 tháng 4 năm 2017 Derham được Vua Mohammed VI bổ nhiệm làm Ngoại trưởng trong nội các của Saadeddine Othmani.

## Cuộc sống cá nhân
Anh trai của Derham, Mohamed Derham, là CEO của Atlas Sahara trước khi anh chết vào năm 2015. Cháu trai cô đã gây tranh cãi ngay sau khi cô được bổ nhiệm làm Bộ trưởng khi anh ta gây ra tai nạn xe hơi trong khi say rượu..